# Supercopa d'Europa de futbol 2008
La Supercopa d'Europa de 2008 va ser una competició que va enfrontar el campió de la lliga de Campions 2007-2008, el Manchester United, i el guanyador de la copa de la UEFA 2007-2008, el FC Zenit St. Petersburg. El partit es va jugar el 29 d'agost del 2008 a l'Estadi Louis II de Mònaco.
El Zenit de Sant Petersburg va guanyar el partit per 2–1, amb Pàvel Pogrebniak marcant just abans de la mitja part, i Danny augmentant el marcador a favor dels russos en arribar a l'hora de partit. Nemanja Vidić va reduir la diferència en un gol al minut 73, però no va ser suficient per prendre el trofeu al Zenit, que va esdevenir així el primer equip rus en guanyar aquesta competició. L'expulsió de Paul Scholes en el minut 90 va impedir que posteriorment pogués participar en el primer partit del Manchester United en la defensa de la Lliga de Campions de la UEFA, un empat a casa contra Vila-real CF.
Aquesta fou la primera participació del Zenit de Sant Petersburg a la competició, mentre que el Manchester United ja hi havia participat dos cops anteriorment, els anys 1991 i 1999; la seva primera participació va finalitzar amb una victòria per 1–0 contra l'Estrella Roja de Belgrad, i la seva participació més recent acabà en una derrota per 1–0 contra la SS Lazio, el darrer equip campió de la Recopa d'Europa que participà en la Supercopa d'Europa.

## Detalls del partit
| Manchester United FC | 1 – 2              | FC Zenit                   |
| -------------------- | ------------------ | -------------------------- |
| Vidić 73'            | (Crònica (anglès)) | Pogrebniak 44' · Danny 59' |

| Manchester United FC | FC Zenit |

| MANCHESTER UNITED FC: |    |                   |      |     |     |  |
| |    |                   |      |     |     |  |
| POR | 1  | Edwin Van der Sar |      |     |     |  |
| DEF | 2  | Gary Neville      |      | 76' |     |  |
| DEF | 3  | Patrice Evra      |      |     |     |  |
| DEF | 5  | Rio Ferdinand     |      |     |     |  |
| DEF | 15 | Nemanja Vidic     |      |     |     |  |
| MIG | 8  | Anderson          | 54'  | 60' |     |  |
| MIG | 15 | Nani              |      |     |     |  |
| MIG | 18 | Paul Scholes      | +45' | 90' | 90' |  |
| MIG | 24 | Darren Fletcher   |      | 60' |     |  |
| DAV | 10 | Wayne Rooney      |      |     |     |  |
| DAV | 32 | Carlos Tévez      |      |     |     |  |
| Suplents: |    |                   |      |     |     |  |
| POR | 29 | Tomasz Kuszczak   |      |     |     |  |
| DEF | 6  | Wes Brown         |      | 76' |     |  |
| DEF | 22 | John O'Shea       |      | 60' |     |  |
| MIG | 13 | Park Ji-Sung      |      | 60' |     |  |
| MIG | 28 | Darron Gibson     |      |     |     |  |
| MIG | 34 | Rodrigo Possebon  |      |     |     |  |
| DAV | 31 | Frazier Campbell  |      |     |     |  |
| Entrenador: |    |                   |      |     |     |  |
| Alex Ferguson Millor jugador: Danny (FC Zenit) Àrbitre principal: Klaus Bo Larsen Àrbitres assitents: Henrik Sonderby Anders Norrestrand Quart àrbitre: Nicolai Vollquartz |    |                   |      |     |     |  |

| FC ZENIT:     |    |                      |  |     |
|               |    |                      |  |     |
| POR           | 16 | Viatxeslav Malaféiev |  |     |
| DEF           | 4  | Ivica Krizanac       |  | 71' |
| DEF           | 11 | Radek Sirl           |  |     |
| DEF           | 22 | Aleksandr Aniukov    |  |     |
| DEF           | 28 | Sebastien Puygrenier |  | 62' |
| MIG           | 18 | Konstantín Ziriànov  |  |     |
| MIG           | 19 | Danny                |  |     |
| MIG           | 27 | Ígor Deníssov        |  |     |
| MIG           | 44 | Anatoliy Tymoschuck  |  |     |
| DAV           | 7  | Alejandro Dominguez  |  | 46' |
| DAV           | 8  | Pàvel Pogrebniak     |  |     |
| Suplents:     |    |                      |  |     |
| POR           | 1  | Kamil Contofalsky    |  |     |
| DEF           | 5  | Kim Dong-Jin         |  |     |
| DEF           | 15 | Roman Xirókov        |  | 62' |
| MIG           | 2  | Vladislav Radímov    |  | 71' |
| MIG           | 10 | Andrei Arxavin       |  | 46' |
| MIG           | 20 | Viktor Fayzulin      |  |     |
| DAV           | 9  | Fatih Tekke          |  |     |
| Entrenador:   |    |                      |  |     |
| Dick Advocaat |    |                      |  |     |

| Supercopa d'Europa 2008 |
| ----------------------- |
| Rússia                  |
| FC Zenit Primer títol   |